# 新北市立新莊高級中學
新北市立新莊高級中學（英語：New Taipei Municipal Hsinchuang Senior High School），簡稱新莊高中、莊中，成立於1990年，是臺灣新北市一所市立高中，原為國立新莊高級中學，2013年改隸新北市政府成為市立高中。設有普通班、美術班、財金管理語文實驗班。

## 歷史
最初的「新莊高中」（1967-1979）實為今日之泰山高中，由「臺北縣立新莊農業職業學校」改制而成，後因行政區劃分出泰山鄉而非新莊鎮境內。1979更名「泰山高中」後，「新莊高中」一度消失11年。
- 1990年10月18日：成立籌備處
- 1992年7月1日：創立「臺灣省立新莊高級中學」，創校第一年因校舍尚未完工，借用新泰國小教室上課，待建築完工後即遷回，招收新生6班，創校初期採「男女分班」，直至第11屆始改為男女合班。
- 1993年8月1日：學生遷回校舍，學生增為19班。
- 2000年2月1日：改隸為「國立新莊高級中學」。
- 2012年12月21日：新校名揭牌。
- 2013年1月1日：改隸為「新北市立新莊高級中學」。

## 校長
| 任期 | 姓名   | 任職日期  | 離職日期  | 異動原因                                                     |
| ---- | ------ | --------- | --------- | ------------------------------------------------------------ |
| 1    | 吳順發 | 1992年8月 | 1999年7月 | 調任國立斗六高級家事商業職業學校                             |
| 2    | 曹金平 | 1999年8月 | 2002年7月 | 原國立馬祖高級中學校長轉任，任滿退休                         |
| 3    | 倪靜貴 | 2002年8月 | 2009年7月 | 原臺北縣立崇林國民中學校長轉任，調任國立三重高級商工職業學校 |
| 4    | 陳怡君 | 2009年8月 | 2014年7月 | 原國立嘉義女子高級中學校長轉任，任內退休                     |
| 5    | 黃敏榮 | 2014年8月 | 2022年7月 | 原新北市立泰山高級中學校長轉任，任內退休                     |
| 6    | 謝金城 | 2022年8月 | 現任      | 原新北市立安康高級中學校長轉任                               |

## 狀元鐘
校園中庭有一個「狀元鐘」，金榜題名的學生（文狀元）在繁星計畫放榜當天，以及在武狀元馬拉松比賽拔得頭籌的學生與老師，會被召集到中庭接受大家的喝彩並敲響狀元鐘。
大樓整建時設計有鐘樓，因故無法將鐘擺入，銅鐘只能暫置中庭，十多年都不曾敲響，前校長倪靜貴就任時，希望替學校創造傳說、故事，成為學校的信仰中心。